# Globus Aerostaticus

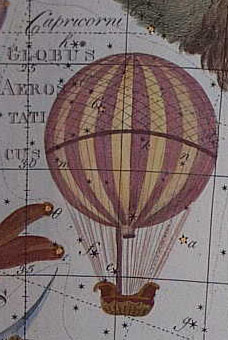
Globus Aerostaticus.

Globus Aerostaticus, el globo aerostático, es una exigua constelación creada por Joseph Lalande en 1798 en honor al globo de aire caliente, que se considera un adelanto científico de la época. La constelación estaba compuesta por estrellas débiles que se encuentra entre Capricornus y Microscopium, el microscopio. Aunque apareció como constelación en varios atlas, nunca se convirtió en oficial y cayó fuera de uso por los astrónomos.